# 기욤 루이 코트라우
기욤 루이 코트라우(프랑스어: Guillaume Louis Cottrau, 1797년 8월 10일~1847년 10월 31일)는 프랑스의 작곡가이자 음악 출판업자이다.
나폴리의 왕인 조아킴 뮈라를 섬기던 아버지와 함께 나폴리에 도착한 코트라우는 자신이 작곡한 노래도 일부 포함된 나폴리 민요 모음집인 Passatempi musicali의 출시를 맡았다. 덕분에 이 장르는 왕국의 국경을 넘어 해외로 널리 퍼져 인기를 끌게 되었다.
그의 테마곡 중 한 곡은 프란츠 리스트가 《순례의 해》에 수록된 Tarentelle napolitaine에서 다루었다.
기욤의 아들은 《산타 루치아》로 유명한 작곡가 테오도로 코트라우이다.